# Аностомові
Аностомові (Anostomidae) — родина прісноводних риб ряду харациноподібних (Characiformes).
Дослідження взаємозв'язків між родинами харациноподібних підтверджують тісний зв'язок між Curimatidae, Prochilodontidae, Anostomidae та Chilodidae, які утворюють надродину Anostomoidea.
Anostomidae — морфологічно різноманітна й багата на види родина. Її представники поширені в Південній Америці та в південній частині Центральної Америки. Зустрічаються в басейнах річок Магдалена, Ориноко, Амазонка, Сан-Франсиску, Парагвай, Парана та Саладо.
Наявність у складі родів Abramites, Leporellus, Leporinus та Schizodon видів, що водяться по обидва боки від Анд, свідчить про те, що значна частина процесу диверсифікації видів родини передувала підняттю цього гірського хребта, яке відбулося приблизно 11,8 млн років тому.
Станом на середину 2025 року родина аностомових включала 17 родів і 150 дійсних видів риб, об'єднаних у 3 підродини:
Підродина Anostominae  Günther, 1864
- Anostomus  Scopoli, 1777
- Gnathodolus  Myers, 1927
- Petulanos  Sidlauskas & Vari, 2008
- Pseudanos  Winterbottom, 1980
- Sartor  Myers & Carvalho, 1959
- Synaptolaemus  Myers & Fernández-Yépez, 1950

Підродина Leporellinae  Eigenmann, 1910
- Leporellus  Lütken, 1875

Підродина Leporininae  Eigenmann, 1912
- Abramites  Fowler, 1906
- Anostomoides  Pellegrin, 1909
- Brevidens  Birindelli, Sidlauskas & Melo, 2025
- Hypomasticus  Borodin, 1929
- Insperanos  Assega, Sidlauskas & Birindelli, 2021
- Laemolyta  Cope, 1872
- Leporinus  Agassiz, 1829
- Megaleporinus  Ramirez, Birindelli & Galetti, 2017
- Rhytiodus  Kner, 1858
- Schizodon  Agassiz, 1829

Більшість видів має довжину менше 15 см, але серед представників родини є й достатньо великі риби, зокрема Megaleporinus obtusidens може сягати 76 см завдовжки й ваги 5,8 кг, Megaleporinus macrocephalus — відповідно 68,4 см та 5,3 кг.
Більшість аностомових має видовжене, округле в перетині сигароподібне тіло. Анальний плавець короткий, має не більше 10 променів. Жировий плавець завжди присутній, виразний. Мають витягнуте й загнуте догори рило. Рот маленький, з товстими губами. Нижня щелепа відносно коротка, передщелепна кістка збільшена й набагато більша за верхню щелепу, по одному ряду зубів на кожній щелепі. Представники родини відрізняються від решти харациноподібних своїм зябровим апаратом та модифікаціями суспензорія. Самці трохи, стрункіші й яскравіші за самок.
Багато видів плаває з опущеною головою, приблизно під кутом 25—30° до дна. В такому положенні риби харчуються, збираючи дрібні організми з вертикальних стебел рослин. Горизонтальне положення вони займають лише під час втечі. Тримаються переважно в гущавині прибережних рослин. Лише представники роду Rhytiodus водяться у відкритій воді. Поздовжні смуги маскують риб серед рослинності. Більшість видів є травоїдними або детритоїдними.
Визрівають у 3-4 роки. Нерест сезонний, зграйний. Ікра напівпелагічна, розкидається серед рослин. Плідність варіює від 500 до 500 тис. ікринок. Личинки вилуплюються за 40-50 год, ще за 2-3 дні вони починають харчуватися мікропланктоном.
Більші види мають харчове значення, місцеві рибалки ловлять їх під час нерестових міграцій, коли риби рухаються проти течії.
Деякі дрібні види мають гарне забарвлення, їх тримають в акваріумах. В неволі живуть 6—20 років.